# Nazionale di korfball della Catalogna

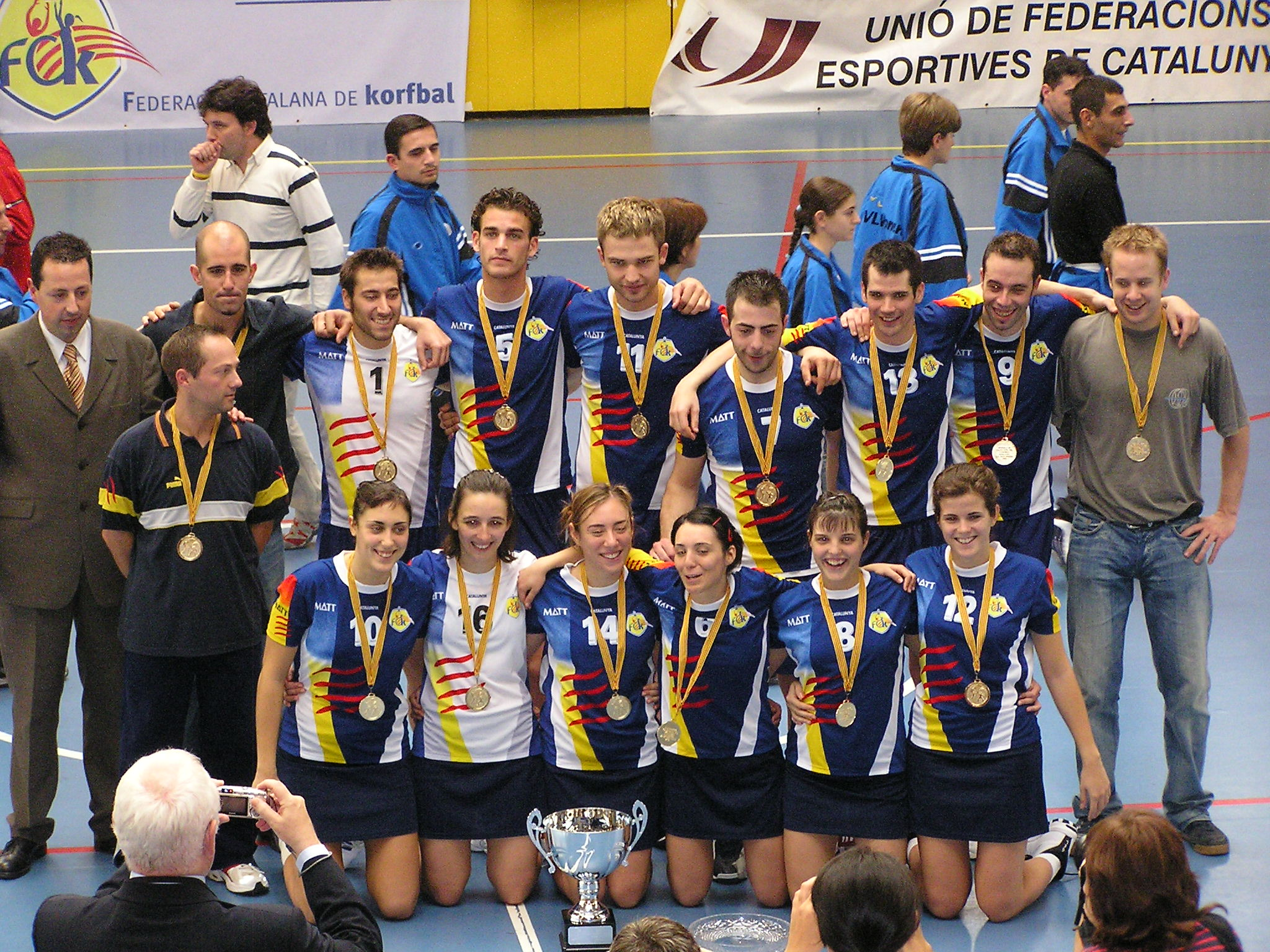
Catalogna, Vincitore della European Bowl 2005

La nazionale di korfball della Catalogna è la selezione di korfball che rappresenta la Catalogna in ambito internazionale. Nel settembre 2011 si trovava alla 7ª posizione dell'IKF World Korfball Ranking.
Catalogna ha vinto nel European Bowl di korfball 2005. La loro migliore prestazione assoluta nel Campionato del Mondo è stato nel 2011, con il 4º posto.

## Risultati internazionali
| Campionato mondiale di korfball |          |                         |           |
| Anno                            | Edizione | Ospite                  | Risultato |
| 1999                            | VI       | Adelaide (Australia)    | 8º posto  |
| 2003                            | VII      | Rotterdam (Paesi Bassi) | 9º posto  |
| 2007                            | VIII     | Brno (Repubblica Ceca)  | 9º posto  |
| 2011                            | IX       | Shaoxing (Cina)         | 4º posto  |

| Campionato europeo di korfball |          |                     |           |
| Anno                           | Edizione | Ospite              | Risultato |
| 2002                           | II       | Catalogna           | 7º posto  |
| 2006                           | III      | Budapest (Ungheria) | 6º posto  |
| 2010                           | IV       | Paesi Bassi         | 5º posto  |
| 2016                           | VI       | Paesi Bassi         | 3º posto  |

| European Bowl di korfball |          |                      |           |
| Anno                      | Edizione | Ospite               | Risultato |
| 2005                      | I        | Terrassa (Catalogna) | Vincitori |

## Rosa attuale
Lista dei 14 giocatori convocati per le Campionato mondiale di korfball 2011
| - Raquel Varela - Montse Cortés - Marta Flores - Vanesa Viana - Laia Rosa - Miriam González - Berta Alomà |  | - Albert Camprubí - Óscar Hernández - Xavi Blàzquez - Ivan Alberich - José M. Álvarez - Sergi Gabriel - Marc Castillo |